# Tiszaalpár felső megállóhely
Tiszaalpár felső megállóhely egy Bács-Kiskun vármegyei vasúti megállóhely Tiszaalpár településen, a MÁV üzemeltetésében. Közúti elérését a 4625-ös útból kiágazó 45 303-as út teszi lehetővé.

## Vasútvonalak
A megállóhelyet az alábbi vasútvonalak érintik:
- Kiskunfélegyháza–Kunszentmárton-vasútvonal

## Kapcsolódó állomások
A megállóhelyhez az alábbi állomások vannak a legközelebb:
- Tiszaalpár megállóhely
- Tőserdő megállóhely

## Forgalom
| Járat        | Útvonal | Gyakoriság |
| ------------ | --- | ---------- |
| személyvonat | Kiskunfélegyháza – Petőfiváros – Kismindszenti út – Borsihalom – Tiszaalpár alsó – Tiszaalpár – Tiszaalpár felső – Tőserdő – Árpádszállás – Lakitelek – Tiszaug-Tiszahídfő – Tiszaug – Tiszasas – Csépa – Szelevény – Kunszentmárton – Nagytőke – Szentes | Napi 5 pár |